# 1813 au Nouveau-Brunswick
Chronologie du Nouveau-Brunswick
- 1809
- 1810
- 1811
- 1812
- 1813
- 1814
- 1815
- 1816
- 1817

Cette page concerne des événements d'actualité qui se sont produits durant l'année 1813 dans la colonie du Nouveau-Brunswick.

## Événements

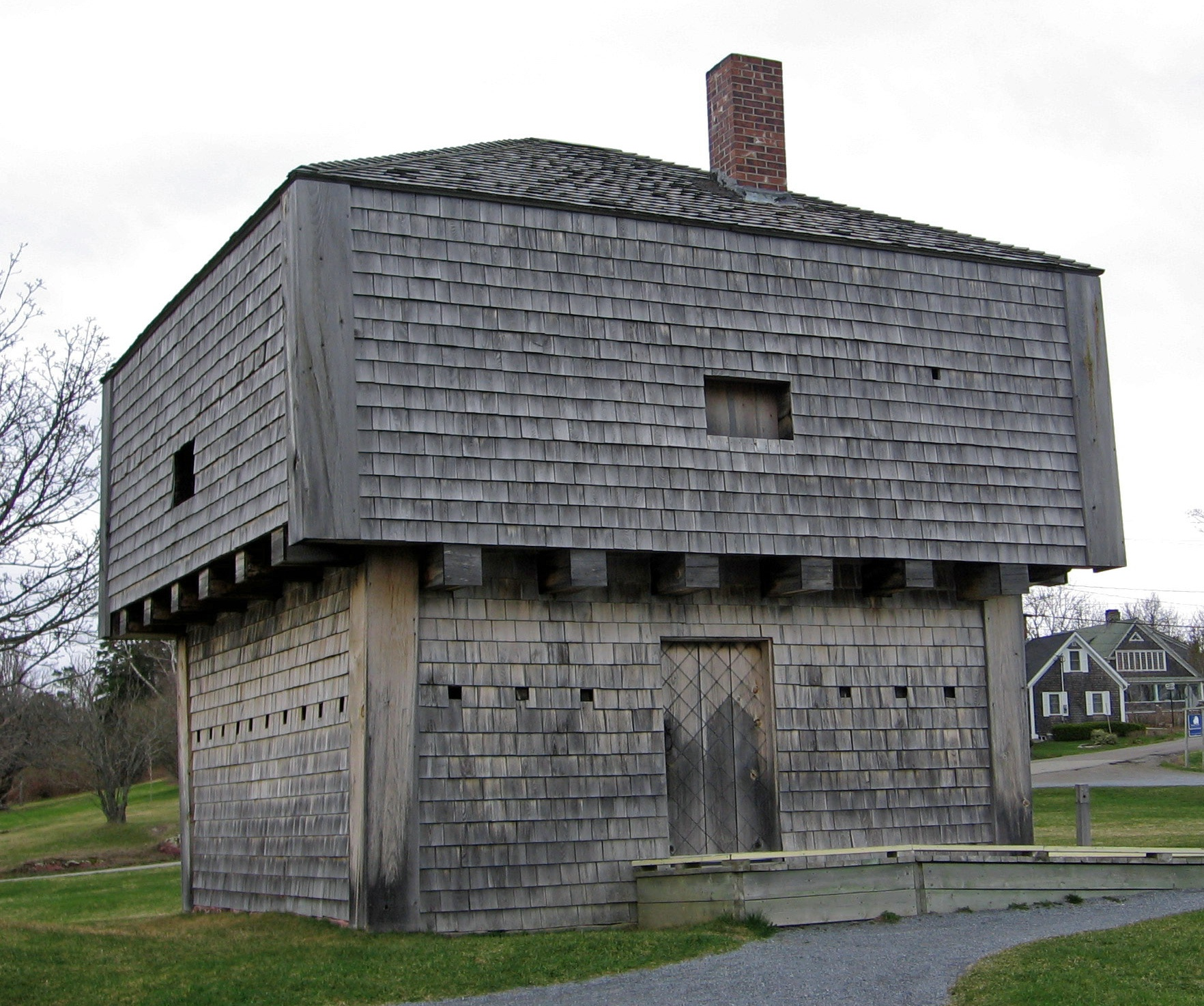
St.Andrews blockhouse construit en 1813

- Construction de l'Église Sainte-Cécile de Sainte-Cécile.

## Naissances
- 4 août : George Luther Hathaway, premier ministre du Nouveau-Brunswick.
- 20 novembre : John Ferguson, sénateur.
- 26 novembre : Bliss Botsford, député.